# Olivia Jordan

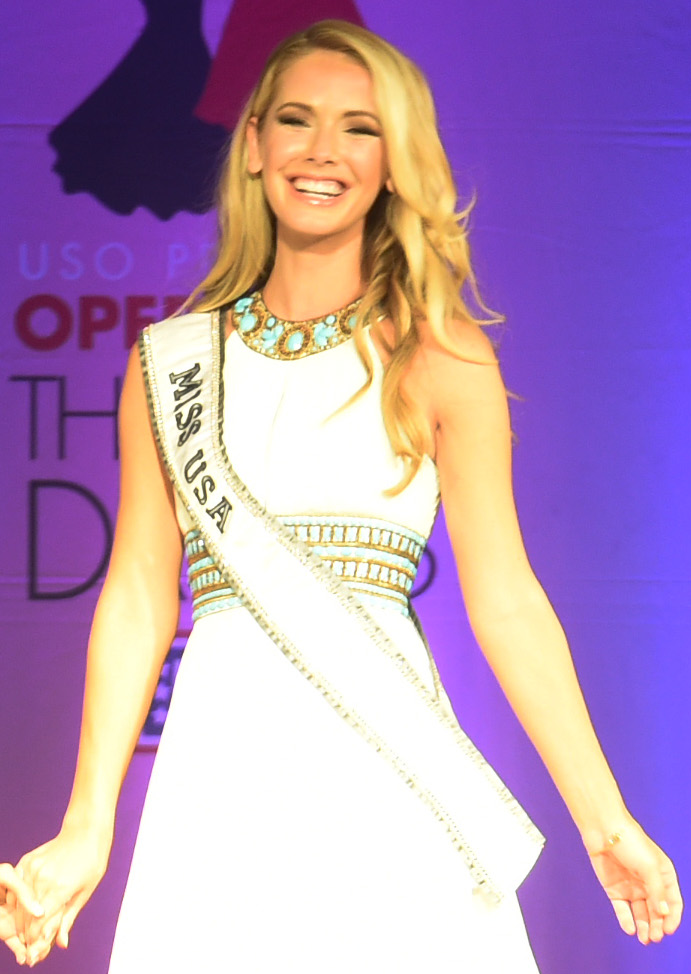
Atriz e modelo estadunidense em 2015

Olivia Jordan (Olivia Jordan Thomas, nascida em 28 de setembro de 1988, em Tulsa, Oklahoma) é uma atriz e modelo americana eleita Miss EUA 2015. Ela foi a primeira Miss Oklahoma coroada Miss EUA, título que lhe valeu participação no Miss Universo 2015, onde acabou em 3º lugar.
Em 2013 ela já havia representado o país no Miss Mundo 2013, na Indonésia.

## Participação em concursos de beleza

### Versão Mundo
Olívia foi apontada Miss EUA Mundo 2013 e representou o pais no Miss Mundo, onde terminou no Top 20. Ela também ficou no Top 10 da prova Top Model. 

### Versão Universo
Antes de ir ao Miss Mundo, Jordan tinha representado Beverly Hills no Miss Califórnia EUA 2013 (versão Universo), onde havia terminado em 2º lugar, atrás apenas da vencedora Mabelynn Capeluj. Em 2014 voltou a competir na mesma versão e ganhou o Miss Oklahoma 2015. Em julho de 2015, venceu o Miss EUA 2015, o que lhe deu o direito de representar o país no Miss Universo.

### No Miss Universo 2015
No concurso realizado em 20 de dezembro de 2015 em Las Vegas, Olivia ficou em 3º lugar.

### Nota
Ela foi a primeira americana a competir tanto no Miss Mundo como no Miss Universo.

## Vida pessoal
Olivia estudou no Bishop Kelley High School, onde participou do conselho estudantil e da equipe de tênis. Depois de terminar o ensino médio, ela se mudou para Boston onde estudou Ciências da Saúde na Boston University e trabalhou como instrutora fitness. Depois de se formar, mudou-se para Los Angeles para investir na carreira de modelo e atriz, tendo participado de alguns filmes.